# Wittes
Wittes est une commune française située dans le département du Pas-de-Calais en région Hauts-de-France.
La commune fait partie de la communauté d'agglomération du Pays de Saint-Omer qui regroupe 53 communes et compte 104 937 habitants en 2021.

## Géographie

### Localisation
Localisée dans le nord-est du département du Pas-de-Calais et limitrophe du département du Nord, Wittes est une commune drainée par la Melde du Pas-de-Calais et traversée par le canal de Neufossé. Elle est située, à vol d'oiseau, à 3 km au nord de la commune d'Aire-sur-la-Lys et à 13 km au sud-est de la commune de Saint-Omer (aire d'attraction et chef-lieu d'arrondissement).
Le territoire de la commune est limitrophe de ceux de quatre communes, dont deux, Blaringhem et Boëseghem, dans le département du Nord.
Les communes limitrophes sont Blaringhem, Boëseghem, Aire-sur-la-Lys et Roquetoire.

### Géologie et relief
La superficie de la commune est de 3,92 km2 ; son altitude varie de 17  à   41 mètres.

### Hydrographie
Le territoire de la commune est situé dans le bassin Artois-Picardie.
La commune est traversée, à l'est, par le canal de Neufossé, canal navigable de 19,63 km, qui prend sa source dans la commune d'Aire-sur-la-Lys et se jette dans Aa canalisée au niveau de la commune de Saint-Omer et par la Melde du Pas-de-Calais, d'une longueur de 15,29 km, qui prend sa source dans la commune d'Helfaut et se jette dans le bras de décharge de la lys oduel au niveau de la commune d'Aire-sur-la-Lys.

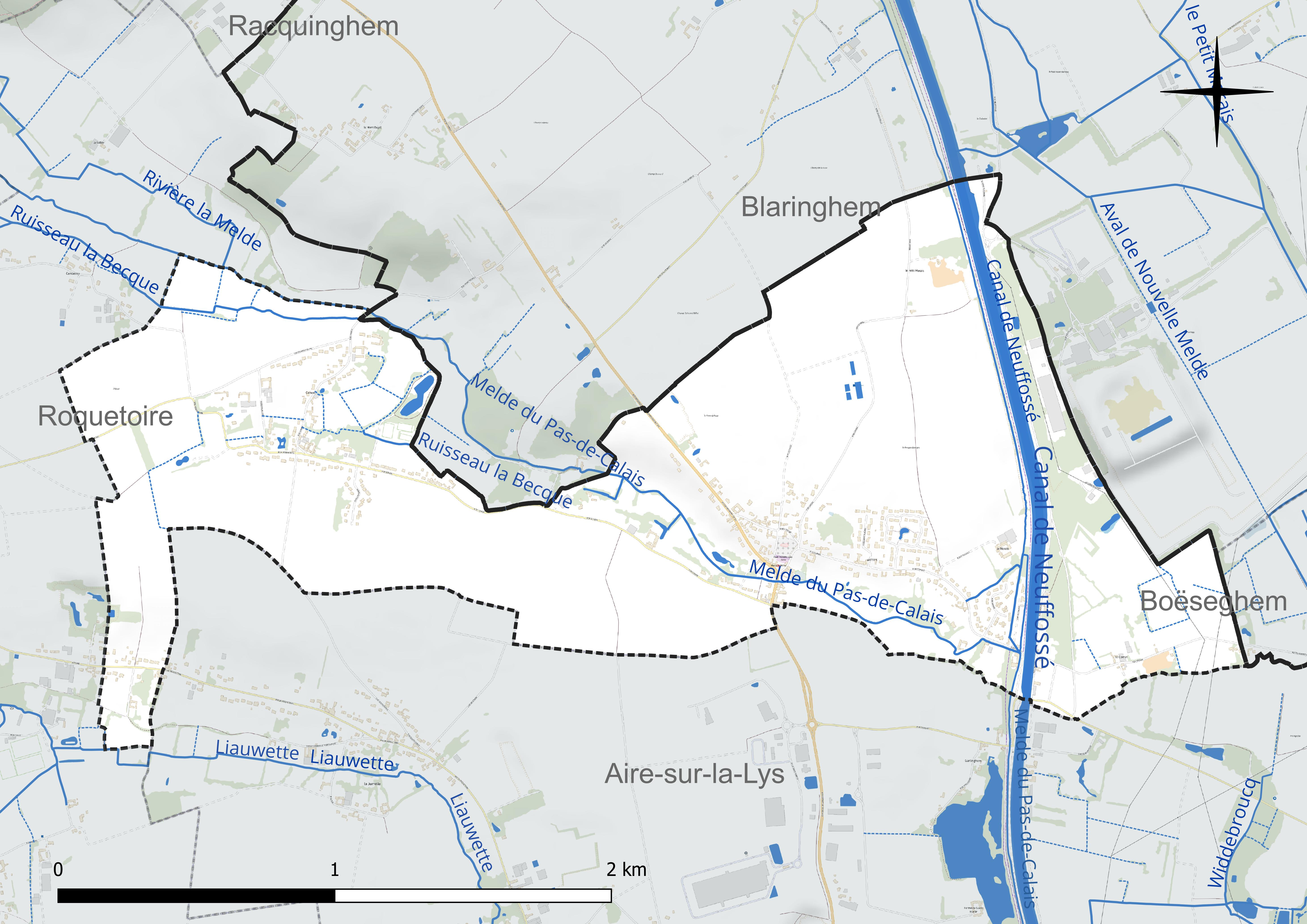
Réseau hydrographique de Wittes.

### Climat
Pour des articles plus généraux, voir Climat des Hauts-de-France et Climat du Nord-Pas-de-Calais.
En 2010, le climat de la commune est de type climat océanique altéré, selon une étude du CNRS s'appuyant sur une série de données couvrant la période 1971-2000. En 2020, Météo-France publie une typologie des climats de la France métropolitaine dans laquelle la commune est exposée à un climat océanique et est dans la région climatique Côtes de la Manche orientale, caractérisée par un faible ensoleillement (1 550 h/an) ; forte humidité de l’air (plus de 20 h/jour avec humidité relative > 80 % en hiver), vents forts fréquents.
Pour la période 1971-2000, la température annuelle moyenne est de 10,5 °C, avec une amplitude thermique annuelle de 13,7 °C. Le cumul annuel moyen de précipitations est de 781 mm, avec 12,4 jours de précipitations en janvier et 8,3 jours en juillet. Pour la période 1991-2020, la température moyenne annuelle observée sur la station météorologique la plus proche, située sur la commune de Lillers à 13 km à vol d'oiseau, est de 11,1 °C et le cumul annuel moyen de précipitations est de 731,5 mm,. Pour l'avenir, les paramètres climatiques de la commune estimés pour 2050 selon différents scénarios d'émission de gaz à effet de serre sont consultables sur un site dédié publié par Météo-France en novembre 2022.

## Urbanisme

L'entrée de la commune, rue de Roquetoire.

### Typologie
Au 1er janvier 2024, Wittes est catégorisée commune rurale à habitat dispersé, selon la nouvelle grille communale de densité à sept niveaux définie par l'Insee en 2022.
Elle est située hors unité urbaine. Par ailleurs la commune fait partie de l'aire d'attraction de Saint-Omer, dont elle est une commune de la couronne,. Cette aire, qui regroupe 79 communes, est catégorisée dans les aires de 50 000 à moins de 200 000 habitants,.

### Occupation des sols
L'occupation des sols de la commune, telle qu'elle ressort de la base de données européenne d’occupation biophysique des sols Corine Land Cover (CLC), est marquée par l'importance des territoires agricoles (89,4 % en 2018), en diminution par rapport à 1990 (100 %). La répartition détaillée en 2018 est la suivante : 
terres arables (72,1 %), prairies (10,4 %), zones urbanisées (9,5 %), zones agricoles hétérogènes (6,8 %), mines, décharges et chantiers (1,1 %). L'évolution de l’occupation des sols de la commune et de ses infrastructures peut être observée sur les différentes représentations cartographiques du territoire : la carte de Cassini (XVIIIe siècle), la carte d'état-major (1820-1866) et les cartes ou photos aériennes de l'IGN pour la période actuelle (1950 à aujourd'hui).

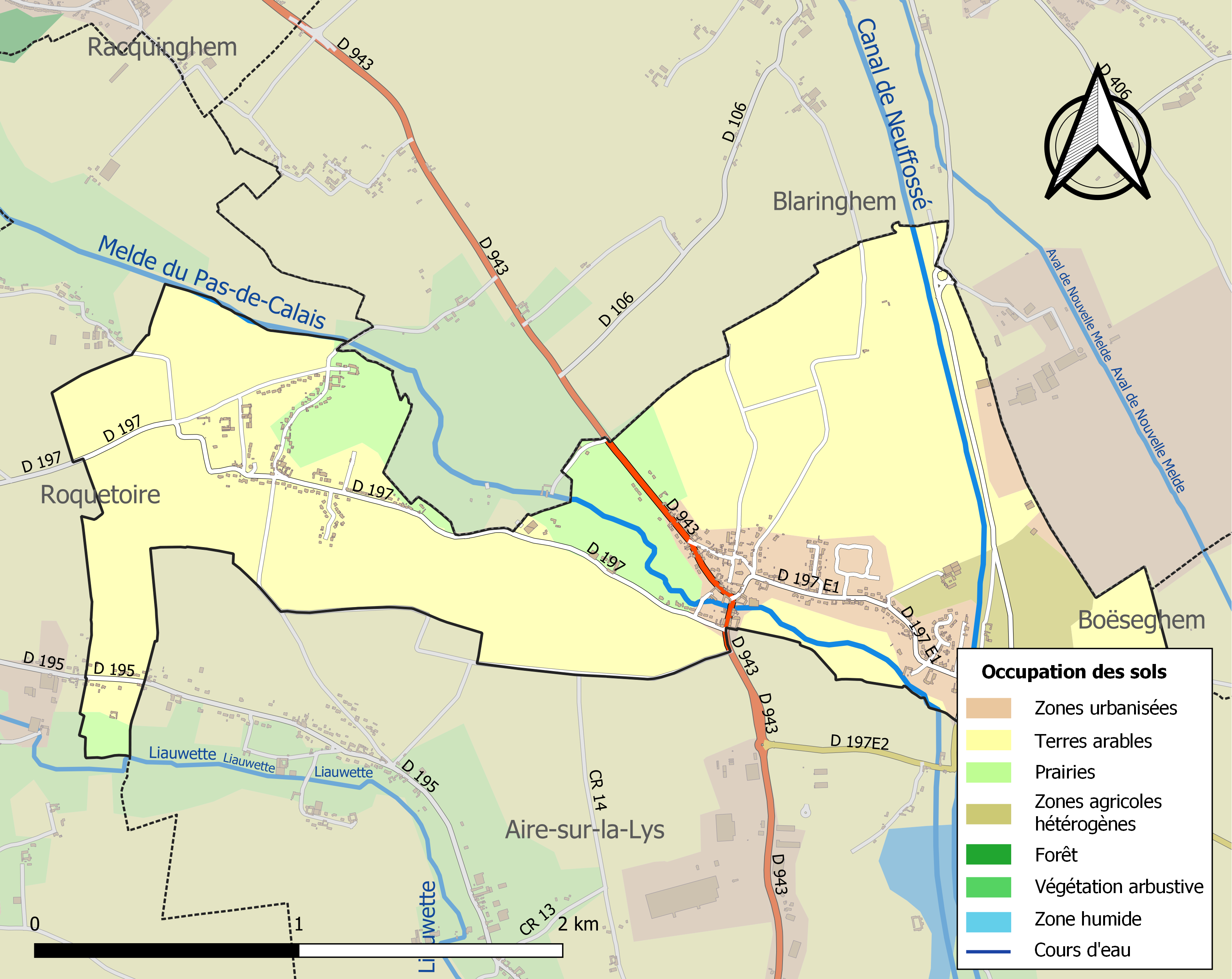
Carte des infrastructures et de l'occupation des sols de la commune en 2018 (CLC).

### Voies de communication et transports
La commune est desservie par la ligne de bus 511 du réseau Mouvéo.

### Risques naturels et technologiques

#### Risque inondation
À la suite du passage des tempêtes Ciarán, Domingos et Elisa et des inondations et coulées de boue qui se sont produites, la commune est reconnue, par arrêté du 14 novembre 2023, en état de catastrophe naturelle pour inondations et coulées de boue sur la période du 2 au 12 novembre 2023, comme 179 autres communes du département.

## Toponymie
Le nom de la localité est attesté sous les formes Witteke en 1091 ; Witeka en 1207 ; Witeke en 1294 ; Wikete en 1299 ; Viteke en 1300 ; Vyteke 1302 ; Wytre en 1302 ; Wyquette en 1306 ; Wikete en 1308 ; Wickete en 1319 ; Witeque en 1321 ; Wisquettes en 1370 ; Witres au XIVe siècle ; Wisteque au XIVe siècle ; Wicquette en 1400 ; Witke en 1439 ; Wique en 1469 ; Wiestres en 1517 ; Witque en 1560 ; Vuicte en 1591 ; Wicte en 1739 ; Wiettes en 1762 ; Wittres au XVIIIe siècle ; Wiette au XVIIIe siècle ; Wicques-lez-Aire en 1779, Witte en 1793 et Wittes en 1801.
Ernest Nègre avance un toponyme composé de l'anthroponyme germanique Witto suivi du suffixe -iacas « domaine (de) », donnant le « domaine de Witto », où la germanisation du toponyme en -iacas a donné une terminaison *-ika devenue -eke qui disparut avec le recul de l'accent.
La commune porte le nom de Witeke en flamand.

## Histoire
Le prieuré Saint-Jean-Baptiste de Cohem était un prieuré bénédictin.
Créé aux environs de 1095 par cinq chevaliers flamands et une dame aumônière, il a appartenu à l'abbaye de Molesmes à la suite d'une entrevue avec le comte de Flandre puis aux jésuites wallons (bulle du pape Sixte V le 31 juillet 1586).
Cette possession (Notre-Dame-de-Cohem) sera contestée par François du Clerc, abbé et sieur de la Rochefoucauld, abbé de l'abbaye de Molesmes ; cela donnera lieu à un procès en 1717 contre les jésuites du collège de Saint-Omer (voir les mémoires des antiquaires de la Morinie et les œuvres de Cochin).
Le 12 avril 1578, est rendue une sentence de noblesse au bénéfice de Guillaume Grenet, seigneur de Cohem, Hingettes. Il peut prendre la qualité d'écuyer et jouir des privilèges de la noblesse comme étant issu de noble génération. Ses armes sont « D'azur à 3 gerbes d'or ». Le 22 juin 1587, une sentence du Conseil privé du roi (le Roi est Henri III) en faveur de Pierre Grenet, seigneur de Fermont, confirme la sentence rendue au profit de son cousin Guillaume Grenet le déclarant noble. Le dit Pierre Grenet, écuyer, seigneur de Fermont est lui-même reconnu noble en même temps que ses deux frères François Grenet, écuyer, seigneur de Garimes ou Clarinnes et Waast Grenet, abbé de l'abbaye de Saint-Bertin à Saint-Omer, par une sentence de noblesse rendue le 15 mai 1593. Ils sont reconnus issus d'une ancienne et noble maison d'Écosse. Leurs armes agréées à cette occasion sont « D'azur à 3 gerbes d'or ».
En 1821, la commune de Cohem (ou Cohein en 1801) est rattachée à Wittes, devenant ainsi un hameau de cette dernière.
Une plaque commémore la libération de la ville le 5 septembre 1944 par la 1re DB polonaise du général Maczek.

## Politique et administration

### Découpage territorial
La commune se trouve dans l'arrondissement de Saint-Omer du département du Pas-de-Calais.

#### Commune et intercommunalités
La commune est membre de la communauté d'agglomération du Pays de Saint-Omer.

#### Circonscriptions administratives
La commune est rattachée au canton d'Aire-sur-la-Lys.

#### Circonscriptions électorales
Pour l'élection des députés, la commune fait partie de la huitième circonscription du Pas-de-Calais.

### Élections municipales et communautaires

#### Liste des maires
| Période                                  | Période                     | Identité         | Étiquette | Qualité                                          |
| ---------------------------------------- | --------------------------- | ---------------- | --------- | ------------------------------------------------ |
| Les données manquantes sont à compléter. |                             |                  |           |                                                  |
| 1995                                     | 2014                        | Hervé Faucon     |           |                                                  |
| mars 2014,                               | juillet 2016                | Stéphane Hanquez |           | Secrétaire de mairie Démissionnaire              |
| décembre 2016                            | En cours (au 17 avril 2022) | Pascal Danvin    |           | Agent de gestion Réélu pour le mandat 2020-2026, |

## Population et société

### Démographie

#### Évolution démographique
L'évolution du nombre d'habitants est connue à travers les recensements de la population effectués dans la commune depuis 1793. Pour les communes de moins de 10 000 habitants, une enquête de recensement portant sur toute la population est réalisée tous les cinq ans, les populations de référence des années intermédiaires étant quant à elles estimées par interpolation ou extrapolation. Pour la commune, le premier recensement exhaustif entrant dans le cadre du nouveau dispositif a été réalisé en 2008.

En 2022, la commune comptait 985 habitants, en évolution de +5,12 % par rapport à 2016 (Pas-de-Calais : −0,72 %, France hors Mayotte : +2,11 %).
| 1793 | 1800 | 1806 | 1821 | 1831 | 1836 | 1841 | 1846 | 1851 |
| ---- | ---- | ---- | ---- | ---- | ---- | ---- | ---- | ---- |
| 204  | 379  | 365  | 386  | 611  | 618  | 626  | 595  | 564  |

| 1856 | 1861 | 1866 | 1872 | 1876 | 1881 | 1886 | 1891 | 1896 |
| ---- | ---- | ---- | ---- | ---- | ---- | ---- | ---- | ---- |
| 544  | 567  | 545  | 578  | 561  | 536  | 502  | 530  | 505  |

| 1901 | 1906 | 1911 | 1921 | 1926 | 1931 | 1936 | 1946 | 1954 |
| ---- | ---- | ---- | ---- | ---- | ---- | ---- | ---- | ---- |
| 511  | 473  | 484  | 465  | 450  | 414  | 414  | 390  | 404  |

| 1962 | 1968 | 1975 | 1982 | 1990 | 1999 | 2006 | 2008 | 2013 |
| ---- | ---- | ---- | ---- | ---- | ---- | ---- | ---- | ---- |
| 379  | 382  | 389  | 434  | 572  | 687  | 797  | 828  | 869  |

| 2018 | 2022 | - | - | - | - | - | - | - |
| ---- | ---- | - | - | - | - | - | - | - |
| 985  | 985  | - | - | - | - | - | - | - |

#### Pyramide des âges
En 2018, le taux de personnes d'un âge inférieur à 30 ans s'élève à 40,9 %, soit au-dessus de la moyenne départementale (36,7 %). À l'inverse, le taux de personnes d'âge supérieur à 60 ans est de 16,9 % la même année, alors qu'il est de 24,9 % au niveau départemental.
En 2018, la commune comptait 502 hommes pour 483 femmes, soit un taux de 50,96 % d'hommes, largement supérieur au taux départemental (48,50 %).
Les pyramides des âges de la commune et du département s'établissent comme suit.
| Hommes | Classe d’âge | Femmes |
| ------ | ------------ | ------ |
| 0,0    | 90 ou +      | 0,4    |
| 2,8    | 75-89 ans    | 3,3    |
| 14,3   | 60-74 ans    | 13,0   |
| 19,7   | 45-59 ans    | 19,0   |
| 22,9   | 30-44 ans    | 22,6   |
| 15,9   | 15-29 ans    | 16,8   |
| 24,3   | 0-14 ans     | 24,8   |

| Hommes | Classe d’âge | Femmes |
| ------ | ------------ | ------ |
| 0,5    | 90 ou +      | 1,6    |
| 5,6    | 75-89 ans    | 8,9    |
| 16,7   | 60-74 ans    | 18,1   |
| 20,2   | 45-59 ans    | 19,2   |
| 18,9   | 30-44 ans    | 18,1   |
| 18,2   | 15-29 ans    | 16,2   |
| 19,9   | 0-14 ans     | 17,9   |

## Culture locale et patrimoine

### Lieux et monuments

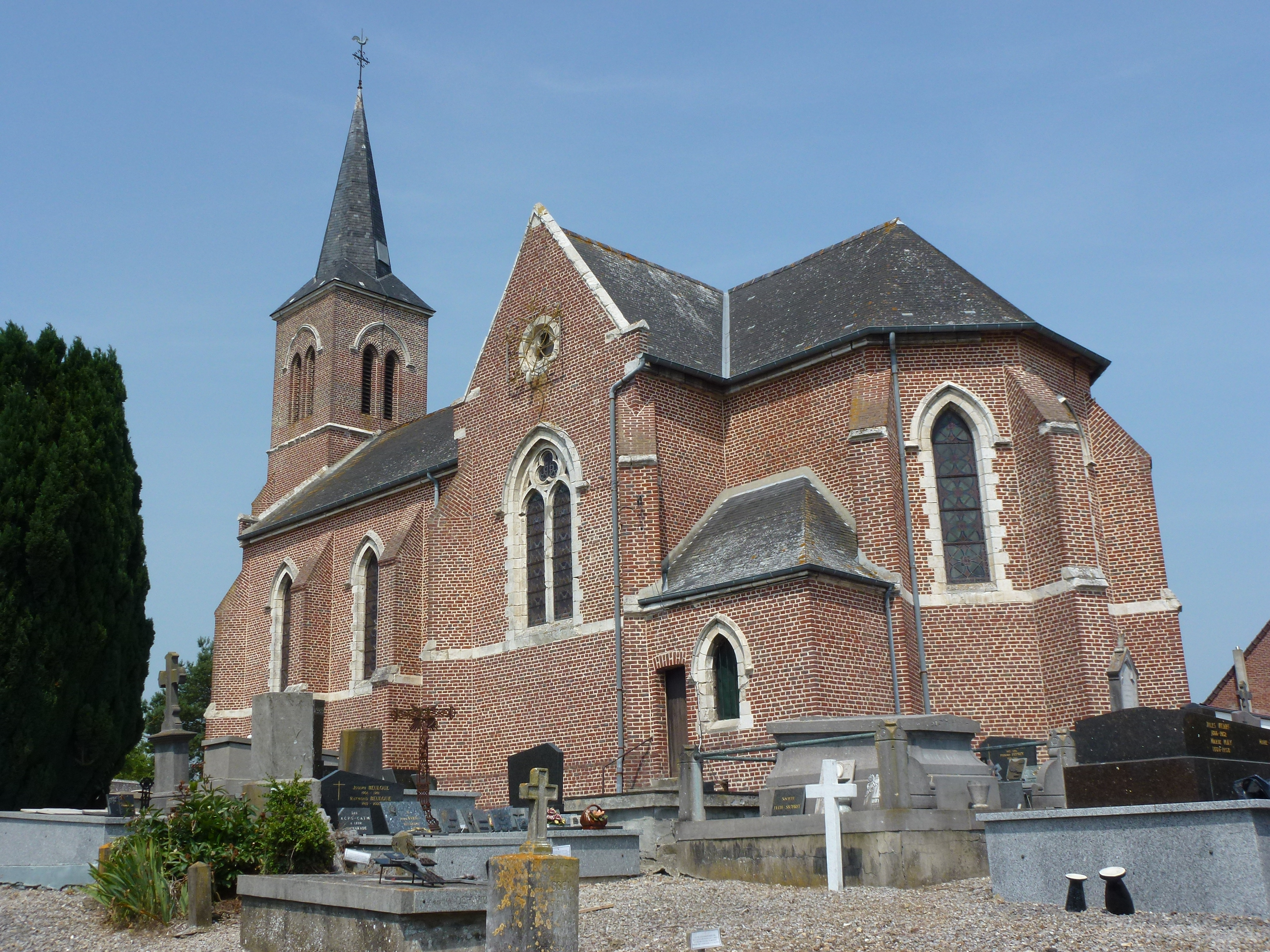
L'église Saint-Omer.

- L'église Saint-Omer.

### Héraldique
| Blason de Wittes | Blason  | De sinople au prieuré du lieu d'argent essoré d'or, ouvert et ajouré de sable, accosté de deux chevaux cabrés et affrontés d'argent, onglés d'or. |
| Blason de Wittes | Détails | Le blason représente l'ancien prieuré bénédictin de Cohem, aujourd'hui en ruines, entouré de deux chevaux de race boulonnaise, rappelant la foire aux poulains de Wittes, créée à la fin du XVIIIe siècle et toujours existante. Adopté par la municipalité en janvier 1996. |

## Pour approfondir